# Jaroslav Pompl
Jaroslav Pompl (9. červenec 1905 Velcí – 20. prosinec 1965 Příbram) byl vedoucí osobnost protinacistického odboje na Rožmitálsku a politický vězeň.

## Životopis

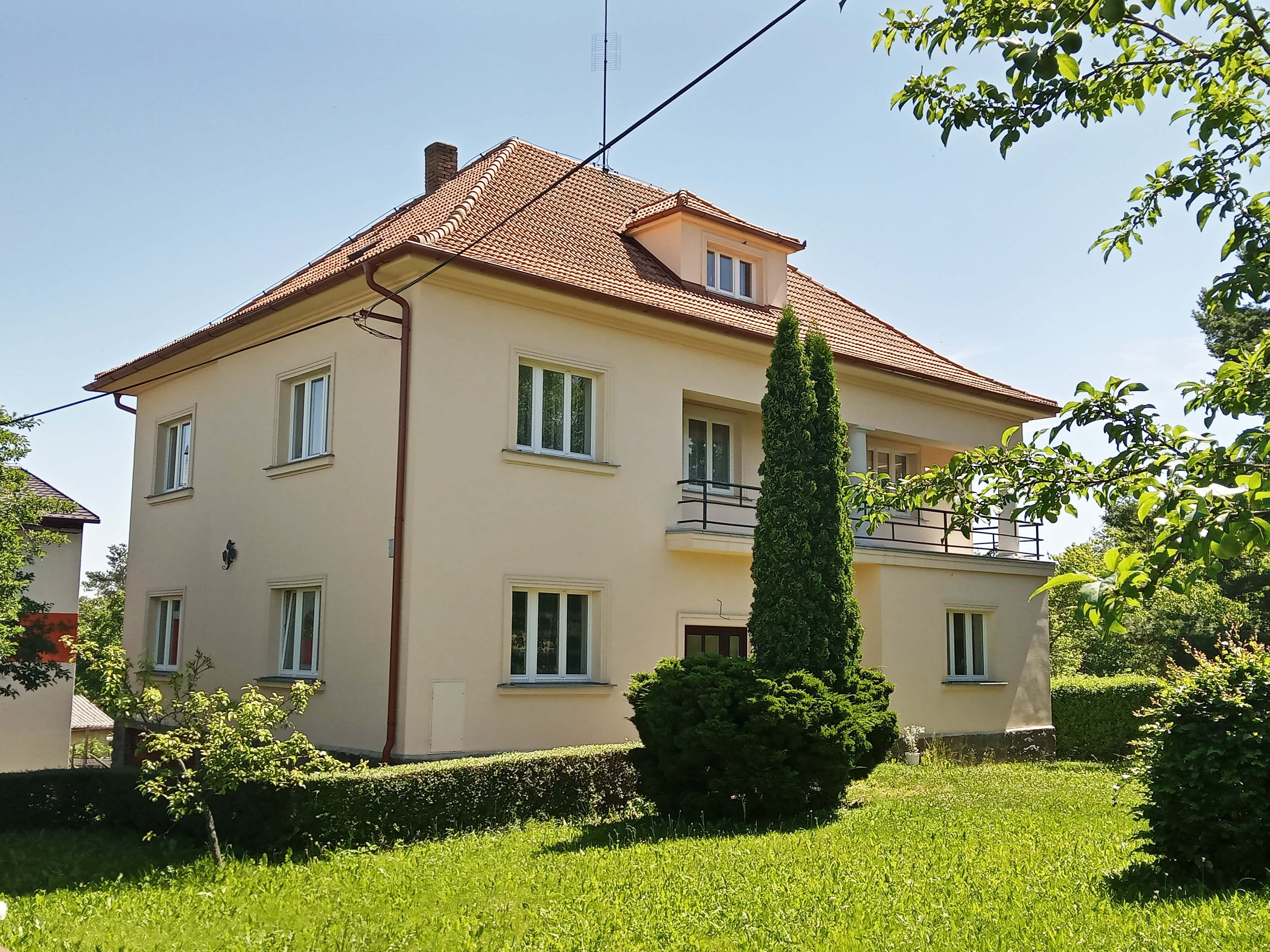
Vila Pomplových ve Voltuši (2022)

Narodil se 9. července 1905 v již zaniklé obci Velcí. Jeho otec Karel Pompl (1871–1948) byl povoláním sekerník. Matka Barbora Zárybnická (1880–?) pocházela z Velcí. Po vychození měšťanské školy v Rožmitále pod Třemšínem, vystudoval dvouletou obchodní školu v Příbrami. Poté nastoupil do základní vojenské služby. Mezitím jeho otec zakoupil parní pilu, mlýn a areál bývalé slévárny ve Voltuši. Jaroslav Pompl nejdříve začal pracovat jako úředník ve Škodových závodech a následně na poště. Poté pracoval pro svého otce na pile jako prokurista. V roce 1928 se oženil s Emilií Taránkovou (1906–1988). Narodily se jim dvě děti, dcera Miluška (1929–2022, později provdaná Havlůjová) a syn Karel (1934–1995). Ve 30. letech postavil Jaroslav Pompl s otcem vedle pily vilu, ve které bydlela celá rodina. Vila se záhy stala místem setkávání Pomplových přátel, kteří zde debatovali zejména o kultuře, ochotnickém divadle, umění, společenském dění atd. Mezi hosty nechyběli Karel Josef Beneš a jeho manželka Ervína Brokešová, starosta Rožmitálu Karel Jareš, hoteliér a majitel Penzionu Třemšín Emil Muchka, rožmitálský lékárník Jiří Třasoň, voltušský zemědělec a podnikatel František Petrovic, lékař František Šoupal, pracovníci správy Arcibiskupského velkostatku Rožmitál František Lízl a Oldřich Jeřábek a další. Od poloviny 30. let si Pompl a jeho přátelé začali stále více uvědomovat hrozbu nebezpečí Československu ze strany fašistického Německa. Netajili se odhodláním bojovat za vlast všemi prostředky.

### Odbojové hnutí

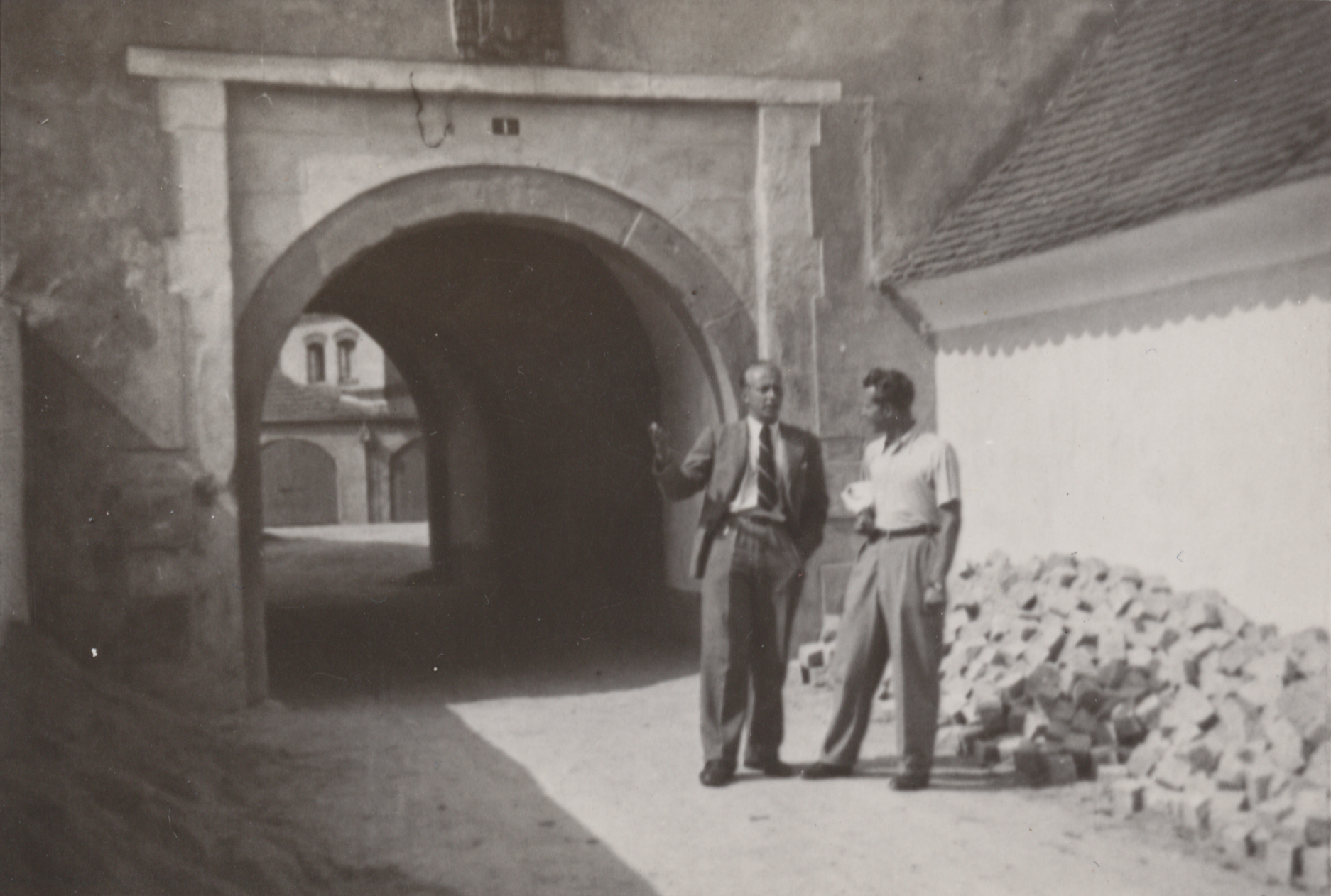
Oldřich Jeřábek a František Lízl (1939)

Záhy co se rozšířily bojiště směrem na východ, se v brdských lesích začali objevovat uprchlí sovětští zajatci a další lidé např. z řad uprchlých z totálního nasazení. Těmto lidem byla poskytována pomoc nejprve spontánně a později organizovaně. Jaroslav Pompl stál v čele formování tajných odbojových skupin. Snažil se využívat vnitřních struktur, tehdy ještě povolené Československé obce sokolské. Během roku 1939 založil ve Voltuši odbojovou buňku napojenou na sokolskou obec v Březnici. Nejdříve se zaměřili na získávání informací o nepřátelské armádě a kolaborantech. Před okupanty ukryli pušky a munici pro případ ozbrojeného povstání. Souběžně Pompl navázal spolupráci prostřednictví Františka Lipovce z Prahy a Oldřicha Chalady ze Zbraslavi s Obranou národa, čímž rozšířil distribuci ilegálního časopisu V boj, který Pompl dále rozmnožoval a poskytoval ostatním členům odboje. Tajné kurýrní služby zajišťoval Pomplův zaměstnanec, řidič Alois Hovorka. V roce 1941 se Jaroslavu Pomplovi, díky manželům Benšovým, podařilo navázat spojení s pražským ústředí Petičního výboru Věrni zůstaneme. Ovšem v letech 1941–1942 odboj na Rožmitálsku utržil vážné ztráty, např. 15. prosince 1941 byl zatčen Karel Josef Beneš a po gestapácké „Akci Sokol” v říjnu 1941 byl Sokol rozpuštěn a pozatýkáno cca 1500 jeho příslušníků. Zhruba po roce objevila německá tajná policie i ilegální sokolské hnutí v Březnici. Manželé Pomplovi se ze strachu o děti rozhodli poslat je k rodičům manželky do Rudné u Prahy.
V roce 1942 se Pomplova odbojová skupina spojila ve spolupráci s odbojovou skupinou v Rožmitále, kterou vedl Pomplův přítel, lesní inženýr a zaměstnanec arcibiskupského statku, František Lízl. Ten zajistil spolupráci především s dalšími lesními zaměstnanci a společně začali pomáhat Rudoarmějcům, kteří uprchli z německého zajetí a schovávali se v brdských lesích. První společnou akcí tak bylo především budování podzemních úkrytů – zemljanek a zajišťování potravin, léků, šatstva či tajného převážení osob. Hajní na Lízlovu žádost vybrali vhodná místa a Pompl pak dodával na stavbu úkrytů materiál i nářadí. Jak přibývalo ukrývaných osob, byly budovány i další úkryty. Bylo jich více než deset v okolí Třemšína, Na Dědku, v lese Požáry u Roželova, na vrchu Hřebence a Kobylí hlavy, na Březinách, u Starého Smolivce a jinde. Jedním z uprchlíků, který se připojil k odbojové skupině byl poručík Rudé armády Sergej Pavlovič Gvezděněv. Spojením obou odbojových skupin vznikla organizace na bázi Obrany národa. Od roku 1943 již šlo o ilegální Národní revoluční výbor v Rožmitále pod Třemšínem s úzkým napojením na Příbram. Kvůli obavě z prozrazení, používali členové jádra odboje přezdívky, Pomplova byla Buldog. Do odbojové činnosti se postupně zapojili desítky lidí z regionu i dělníci jeho dřevařské firmy. Sám Pompl měl značně ztížené podmínky pro fungování v odboji, neboť z rozhodnutí okupační správy musela jeho dřevařská firma plnit množství zakázek pro civilní protektorátní sektor, z čehož plynuly neustálé německé kontroly.

### Prozrazení odbojového hnutí

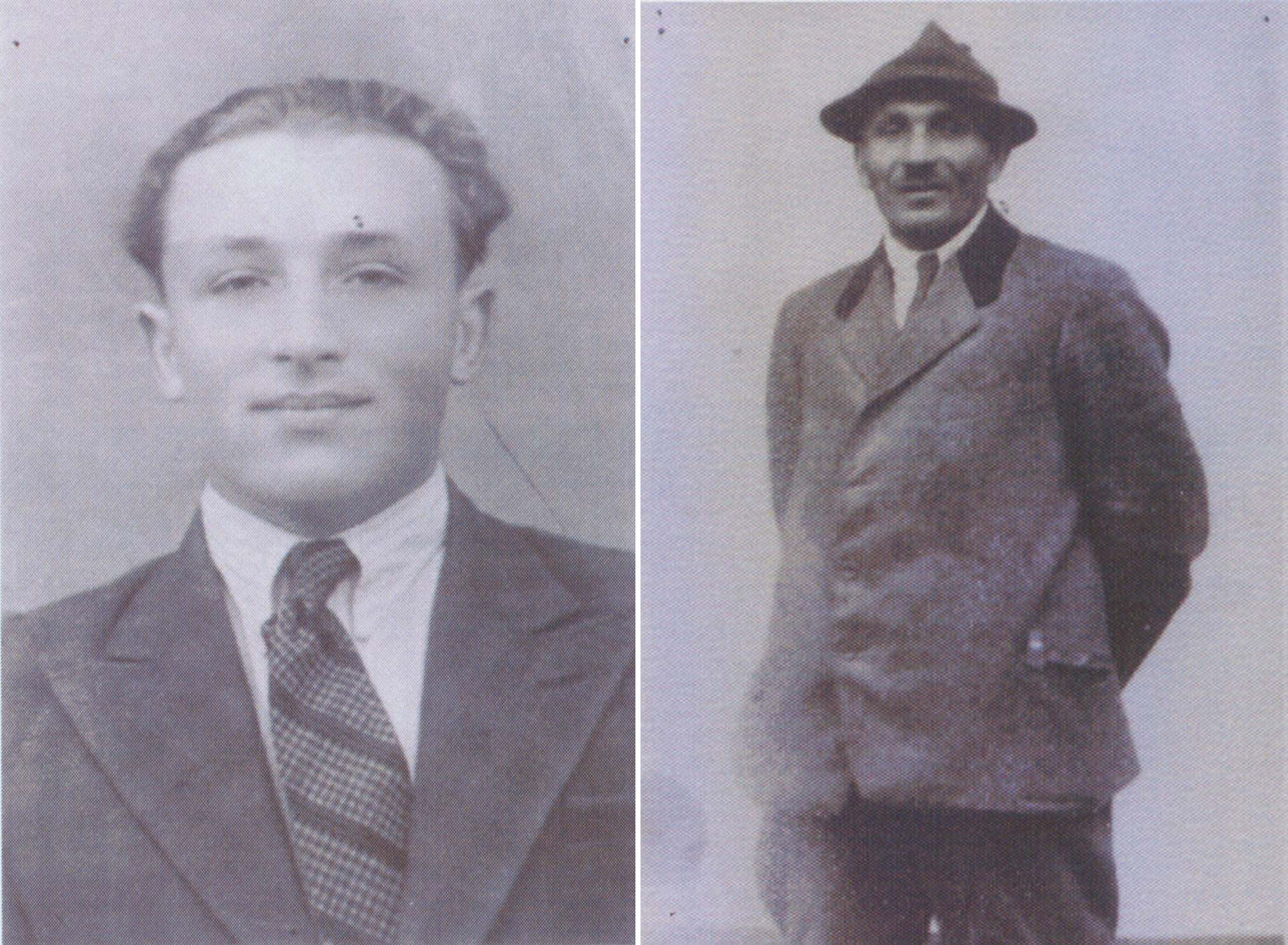
František Königsmark ml. a František Königsmark spáchali 26. října 1944 sebevraždu v hájence Na Dědku, když je obklíčilo gestapo

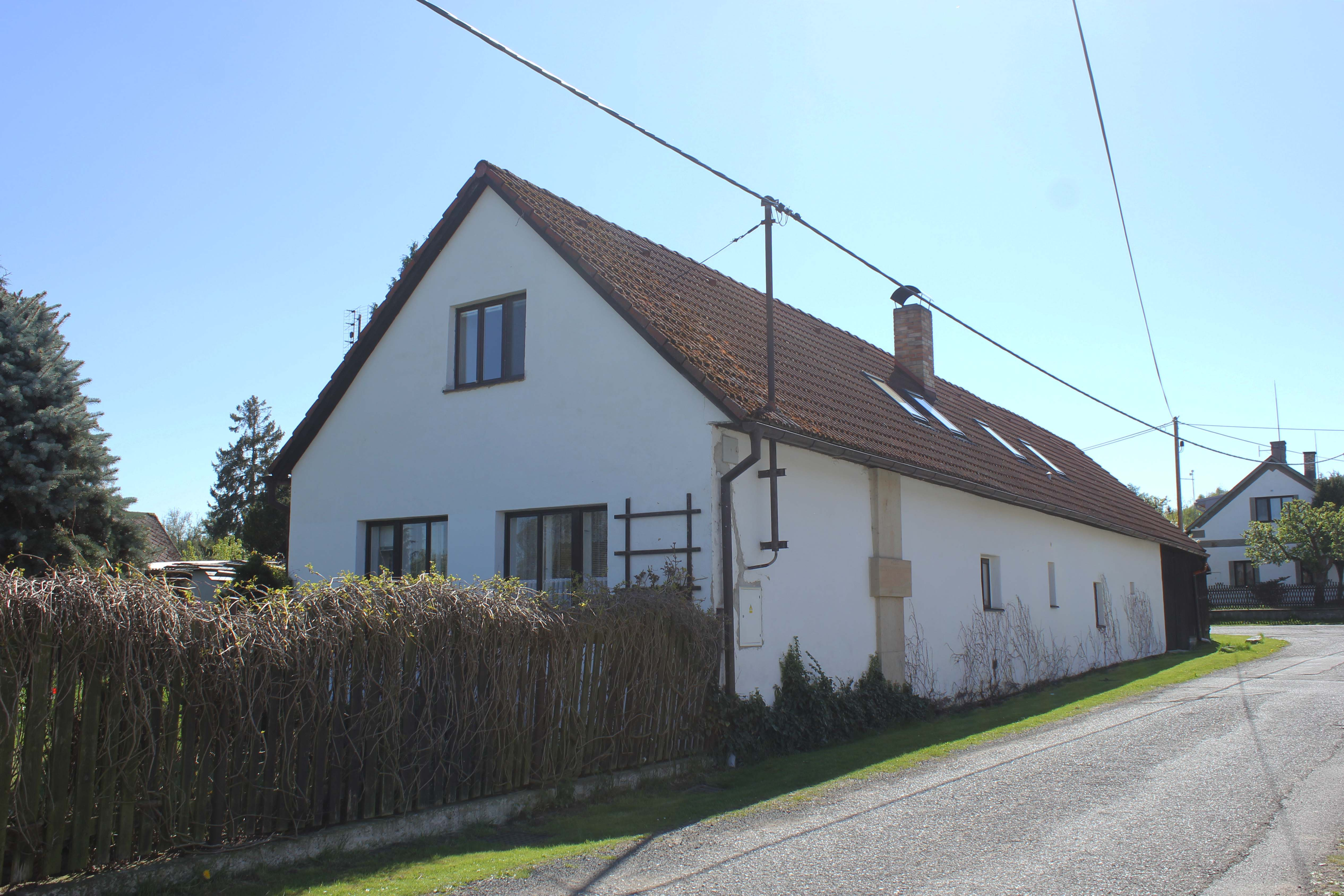
Dům Habadových v Bezděkově pod Třemšínem, kde došlo 2. prosince 1944 k přestřelce

V roce 1943 vinou zrady a nasazením konfidentů proniklo gestapo do odbojové sítě a začalo tak první rozsáhlejší zatýkání. Dne 26. srpna 1943 poslalo gestapo četníky do Voltuše pro Aloise Hovorku. Tomu se podařilo i díky benevolenci českých četníků uniknout a skrýt se v ilegalitě. Další zatýkání proběhlo především na Příbramsku a Písecku. Tehdy byli zatčeni i přední příbramští spolupracovníci podzemního hnutí v Rožmitále. Gestapo v této době již usilovně pátralo po Sergeji Pavlovičovi Gvezděněvovi, Aloisu Hovorkovi a sbíralo usvědčující materiál proti Františku Lízlovi a Jaroslavu Pomplovi. Během honu na Březinách u Radošic 22. října 1944, objevil jeden z honců partyzánský bunkr, který obýval sovětský poručík, v civilu malíř, Gregor Iljič Pimonovič. Když gestapo bunkr obklíčilo, zahájil palbu, ale poté co byl vážně zraněn se rozhodl ukončit svůj život střelou do spánku. Tato událost na sebe upoutala pozornost Němců, kteří už dříve tušili, že se v brdských lesích ukrývají partyzáni. Gestapo s úkolem zajistit stopy o odbojové činnosti, pozatýkalo mnoho lidí. Dne 25. října 1944 gestapo uskutečnilo prohlídku Pomplovy pily ve Voltuši. Na Jaroslava Pompla byl vydán zatykač, tomu se však podařilo uprchnout a od tohoto okamžiku žil v ilegalitě. Následujícího dne byl proveden zátah na hájovnu Na Dědku, kde pobýval hajný František Königsmark se ženou Marií a devatenáctiletým synem Františkem. Königsmarkovi byli jako mnoho lesních zaměstnanců zapojeni do odbojového hnutí. Otec i syn raději zvolili smrt sebevraždou, než aby byli zatčeni. Oba se postřelili, syn byl na místě mrtvý, ale František Königsmark st. zůstal naživu a těžce zraněný zůstal na místě bez pomoci. Teprve pozdě odpoledne byl převezen do příbramské nemocnice, kde svým zraněním podlehl. Marie Königsmarková byla poslána do Terezína. Dne 27. října 1944 byla zatčena Pomplova manželka Emilie. Po událostech Na Dědku, uprchl do života v ilegalitě i Pomplův spolupracovník František Lízl. Zatýkání dále pokračovalo. Jedním ze zatčených byl i Miroslav Náhlovský, který dříve pracoval pro lékárníka Třasoně, blízkého spolupracovníka Františka Lízla a přítele Jaroslava Pompla. Náhlovský při výslechu vyzradil gestapu mnoho cenných informací o odbojovém hnutí a byl propuštěn za příslib spolupráce. S jeho pomocí se gestapu podařilo vylákat Aloise Hovorku na schůzku v domě rodiny Habadových v Bezděkově pod Třemšínem. Dne 2. prosince 1944 zde došlo k přestřelce, při níž byl postřelen Alois Hovorka, Jiří Třasoň, Emanuel Habada a Karel Habada. V průběhu výslechů, byla zejména ze strany Jiřího Třasoně vyzrazeno mnoho informací a zejména i místo úkrytu Františka Lízla, který byl zatčen a poté při převozu dne 18. ledna 1945 uprchl a spáchal sebevraždu skokem pod vlak. Posledním unikajícím členem odbojového hnutí zůstal Jaroslav Pompl.

### Skrývání a konec války
Pompl se nejprve od 26. října do 6. prosince 1944 skrýval u svého přítele Josefa Janoty. Pak mu na dva dny poskytl úkryt František Šousek ve Voltuši. Situace na Rožmitálsku však byla vzhledem k množství vln zatýkání krajně nebezpečná, a proto se rozhodl utéct na Příbramsko. Na Březových Horách ho ukryla rodina hostinského Václava Reicherta, ale kvůli udání musel i odtud uprchnout. Na Štědrý den se Pomplovi podařilo dostat do Prahy, kde ho ukrývala rodina Lampáčkova a poté manželé Chladovi ze Zbraslavi, u kterých se ukrýval až do 4. května 1945, kdy gestapo zatklo jednoho ze členů rodiny. Znovu se pak vydal na útěk. Poslední úkryt mu poskytl Josef Varvažovský v Mokropsech, kde ho 5. května zastihlo Pražské povstání, kterého se aktivně se zbraní zúčastnil nejdříve v okolí Černošic, poté Zbraslavi a od 8. května i na Rožmitálsku. Po návratu do Voltuše mimo jiné vypravil kolonu nákladních aut s léky a zdravotnickým materiálem pro Vinohradskou nemocnici a transport zbraní a potravin na pomoc bojující Praze. V té době se Pompl dozvěděl, že jeho manželka byla z Terezína převezena na Pankrác. Okamžitě pro ni jel do Prahy, kde se mu manželku podařilo najít již osvobozenou, ovšem v zuboženém stavu, protože v Terezíně prodělala tyfus[nepřesný odkaz]. Celá rodina se poté znovu shledala ve Voltuši. Jaroslav Pompl byl za svou odbojovou činnost oceněn Československým válečným křížem.

### Perzekuce po komunistickém převratu
Přestože celá rodina přečkala válku, štěstí nevydrželo dlouho. Po komunistickém převratu se důsledky politických změn nevyhnuly ani Voltuši. Nové mocenské garnituře se uznávaný demokratický člen protinacistického odboje a bývalý úspěšný podnikatel nehodil do nově nastolených pořádků. Pomplovi odpůrci rozhodli o jeho odstranění a neštítili se použít i křivých obvinění a smyšlených udání. Pomplovým byl nejdříve v roce 1948 znárodněn majetek. V dobovém dokumentu Místního akčního výboru Národní fronty ve Voltuši je psáno, že „jmenovaný (Jaroslav Pompl) byl po únorových událostech propuštěn ze závodu pro špatný postoj vůči dělnictvu, a že nemá do dnešního dne národní a politickou spolehlivost…”. Tato skutečnost se dotkla Jaroslavova otce Karla Pompla natolik, že prodělal infarkt a 14. září 1948 zemřel. Asi klíčovým strůjcem likvidace Jaroslava Pompla byl jeho bývalý zaměstnanec a předseda Národní fronty ve Voltuši, Vojtěch Dlouhý, který mezi lidmi štvavě rozšiřoval, jak je možné, že je bohatý podnikatel Pompl naživu, zatímco Lízl i Hovorka jsou po smrti, a že proto dozajisté musel být jedna ruka s gestapem. Jaroslav Pompl na to odpověděl podáním žaloby za urážku na cti u okresního soudu v Březnici a soudní spor vyhrál. To ovšem Dlouhého vybídlo k dalšímu jednání proti Pomplovi. Dlouhý jistému známému adresoval udavačský dopis o Poplovi, jehož obsah později posloužil k vykonstruovanému obvinění. V dopise označuje Pompla zodpovědného za smrt Pomplovy bývalé zaměstnankyně, která byla zabita gestapem namísto něj. A aby tento dopis u lidového soudu obstál, doplnil výbor Národní fronty z Voltuše ještě sdělení, že „Jaroslav Pompl v době okupace písemně oznámil Okresní nemocenské pojišťovně v Blatné, kteří jeho zaměstnanci z důvodu nemoci nedocházejí do práce, což má negativní dopad na plnění všech zakázek. Tím se dopustil zločinu udavačství ve prospěch německých okupantů.” Ve skutečnosti Pompl plnil běžnou povinnost zaměstnavatele a prokazatelně za absenci nebyl žádný zaměstnanec okupanty perzekvován, ovšem Mimořádný lidový soud v Písku dal za pravdu NF ve Voltuši. Poté byl Jaroslav Pompl 21. prosince 1948 vzat do vazby k trestu těžkého žaláře v délce jednoho roku. Na pět let mu byly odejmuta občanská práva a trest měl absolvovat v táboře nucených prací. Státu propadla čtvrtina jeho majetku a musel uhradit náklady trestního řízení. Byl odvezen do vězení v Horažďovicích.
Pomplova rodina byla rozsudkem zdrcena, ale proti rozsudku nebylo možné odvolání. Manželka Emilie s dcerou Miluškou se i přesto obracely na různé instituce a osoby pro pomoc. Např. na Sdružení československých partyzánů nebo na rodinného přítele Karla Josefa Beneše, který po válce vstoupil do KSČ. Jenže strach v panující atmosféře a obava o vlastní existenci dokázala zapomenout i na bývalé vztahy a nikdo se nechtěl zaplést s „nepřítelem lidu”. Matku Jaroslava Pompla, Barboru, nechali užívat dvě místnosti v rodinné vile s nájemném 70 Kčs, když pobírala důchod 130 Kčs. Zbytek prostorů byl kromě bytu Jaroslava Pompla poskytnut nájemníkům. Jako první se do místností nastěhoval Vojtěch Dlouhý, a aby Barboře Pomplové ztrpčil život, odpojil jí přivod vody. Manželka Emilie Pomplová se odstěhovala k rodičům do Rudné u Prahy. Jaroslav Pompl si svůj trest odpykal v horažďovickém vápencovém kamenolomu a zbylé čtyři měsíce trestu v Jáchymovských dolech. Propuštěn byl 21. prosince 1949.
Po návratu nemohl najít práci a vážně uvažoval, že se odstěhuje a začne nový život na Slovensku. Úřad práce mu však jeho žádost zamítl. Mohl se živit pouze jako kočí svážející dříví z lesa. V roce 1951 přechodně bydlel s manželkou v Rudné u Prahy. V této době byl zaměstnán jako důlní tesař v Železnorudných dolech Chrustenice, později na pozici mistra pily v Železnorudných dolech Nučice. Po svém návratu z výkonu trestu v Jáchymovských dolech svým přátelům vyprávěl o otřesných životních podmínkách vězňů a snažil se tyto informace dostat za Železnou oponu, skrze různé kontakty, například prostřednictvím přítele Františka Petrovice z Voltuše nebo prostřednictvím přátel své dcery Milušky, která se živila jako manekýnka. Netušil však, že on, dcera i další známí jsou sledováni tajnou policií. Když byl zadržen příbuzný Františka Petrovice, Ladislav Bezpalec, při výslechu vypověděl, že tajně předal do zahraničí některé zprávy Jaroslava Pompla. Na základě toho byl Pompl začátkem roku 1953 zatčen a byl obviněn z trestného činu vyzvědačství a odsouzen na 10 let. Zatčena byla spolu s dalšími včetně Petrovice i dcera Miluška. Po několika tvrdých výsleších byla zatčena, vzata do vazby a poté odsouzena za protistátní činnost na 5 let vězení. Pomplův syn Karel byl povolán k pomocným technickým praporům. Miluška byla propuštěna na podmínku amnestie vztahující se na matky s malými dětmi v roce 1955. Jaroslav Pompl byl propuštěn při amnestii 10. května 1960 z Leopoldova, jako duchem zlomený a těžce nemocný muž. Ačkoli požádal o invalidní důchod, tak mu nebyl jako trestanému poskytnut. Zemřel 20. prosince 1965.
Po roce 1990 byl rehabilitován.